# Much Hadham
Much Hadham est un village du Hertfordshire, en Angleterre. Autrefois connu sous le nom de Great Hadham, Much Hadham est l'un des villages les plus pittoresques du Hertfordshire.
Son église paroissiale, construite en grande partie entre 1225 et 1450, a pour particularité le fait d'être partagée par les paroisses anglicane et catholique. L'entrée de l'église est ornée de deux sculptures de Henry Moore, résident du village proche de Perry Green jusqu'en 1986, année de son décès. Diverses autres personnalités britanniques ont habité le village, dont les membres du groupe des Pet Shop Boys.